# Canton de Paletwa
Le canton de Paletwa (birman : ပလက်ဝမြို့နယ်) est un canton du district de Matupi, dans l'État Chin, en Birmanie. Il se compose des villes de Paletwa (en), le centre administratif du canton, et de Sami (en).

## Géographie
Le canton de Paletwa est situé dans la partie la plus méridionale de l'État Chin. Sa superficie est de 8 099 km².

## Frontières
Le canton de Paletwa est limitrophe de :
- Canton de Kanpetlet (en) et canton de Mindat (en) à l'est.
- Canton de Matupi (en) au nord-est.
- Canton de Kyauktaw, canton de Minbya et canton de Mrauk-U de l'État de Rakhine au sud.
- Canton de Buthidaung dans l'État de Rakhine et le Bangladesh à l'ouest.
- Inde au nord.